# Subdiviziunile Bhutanului

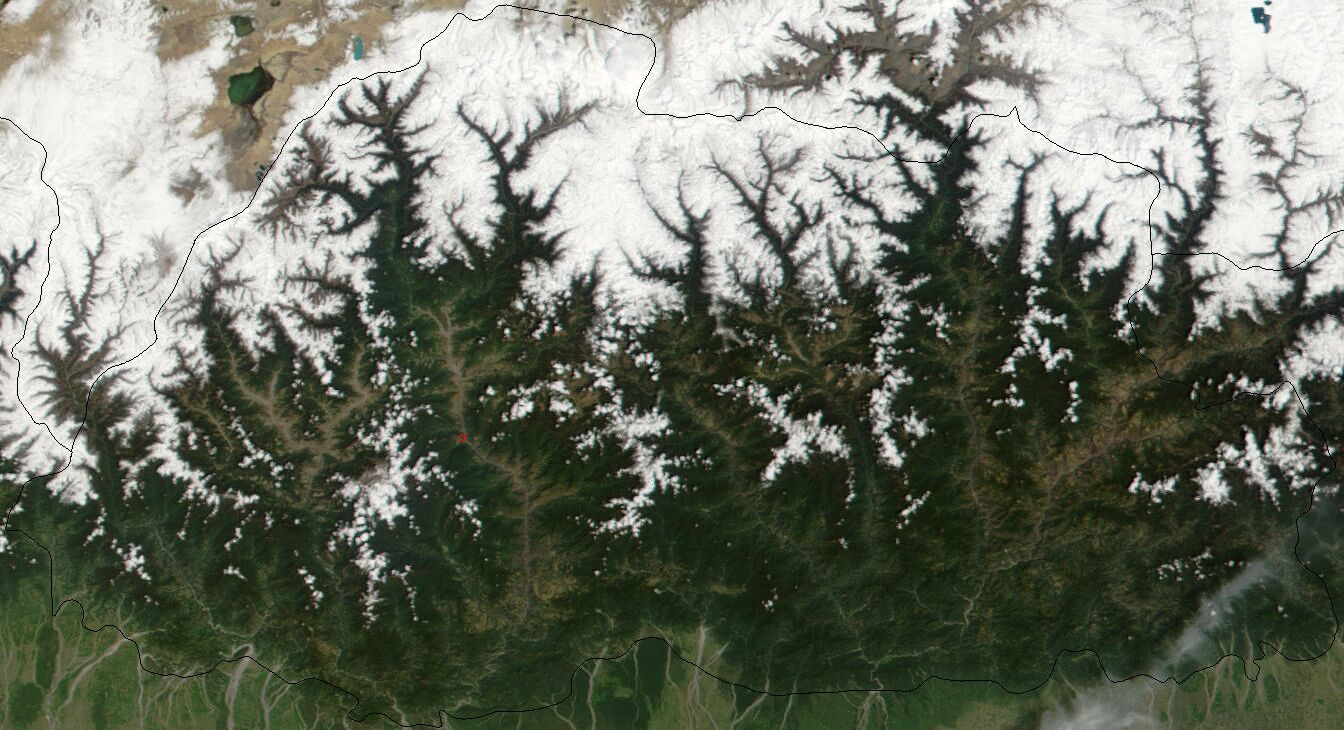
Hartă satelit a Bhutanului

Subdiviziunile Bhutanului constau din districte și municipii. 